# Duke of Atholl

Wappen des Duke of Atholl

Duke of Atholl ist ein erblicher britischer Adelstitel in der Peerage of Scotland, der nach der schottischen Region Atholl benannt ist.
Der Duke ist Clan Chief des Clan Murray und ist Regimentsinhaber der Atholl Highlanders, seiner zeremoniellen Leibgarde.

## Verleihung, nachgeordnete und weitere Titel
Der Titel wurde am 30. Juni 1703 für John Murray, 2. Marquess of Atholl, geschaffen. Zusammen mit dem Dukedom wurden ihm die nachgeordneten Titel Marquess of Tullibardine, in the County of Perth, Earl of Strathtay and Strathardle, in the County of Perth, Viscount of Balwhidder, Glenalmond and Glenlyon, in the County of Perth und Lord Murray, Balvenie and Gask, in the County of Perth, verliehen. Die Verleihung der Titel erfolgte mit dem besonderen Zusatz, dass sie in Ermangelung männlicher Nachkommen auch an männliche Nachkommen seines Vaters vererbbar seien.
Wenige Wochen zuvor hatte er beim Tod seines Vaters am 7. Mai 1703 dessen Titel geerbt, nämlich die am 17. Februar 1676 geschaffenen Titel Marquess of Atholl, Earl of Tullibardine, Viscount of Balquhidder und Lord Murray, Balvany and Gask, den 1629 geschaffenen Titel Earl of Atholl, die 1628 geschaffenen Titel Earl of Tullibardine und Lord Murray, Gask and Balquhidder sowie den 1604 geschaffenen Titel Lord Murray of Tullibardine. Alle genannten Titel gehören zur Peerage of Scotland.

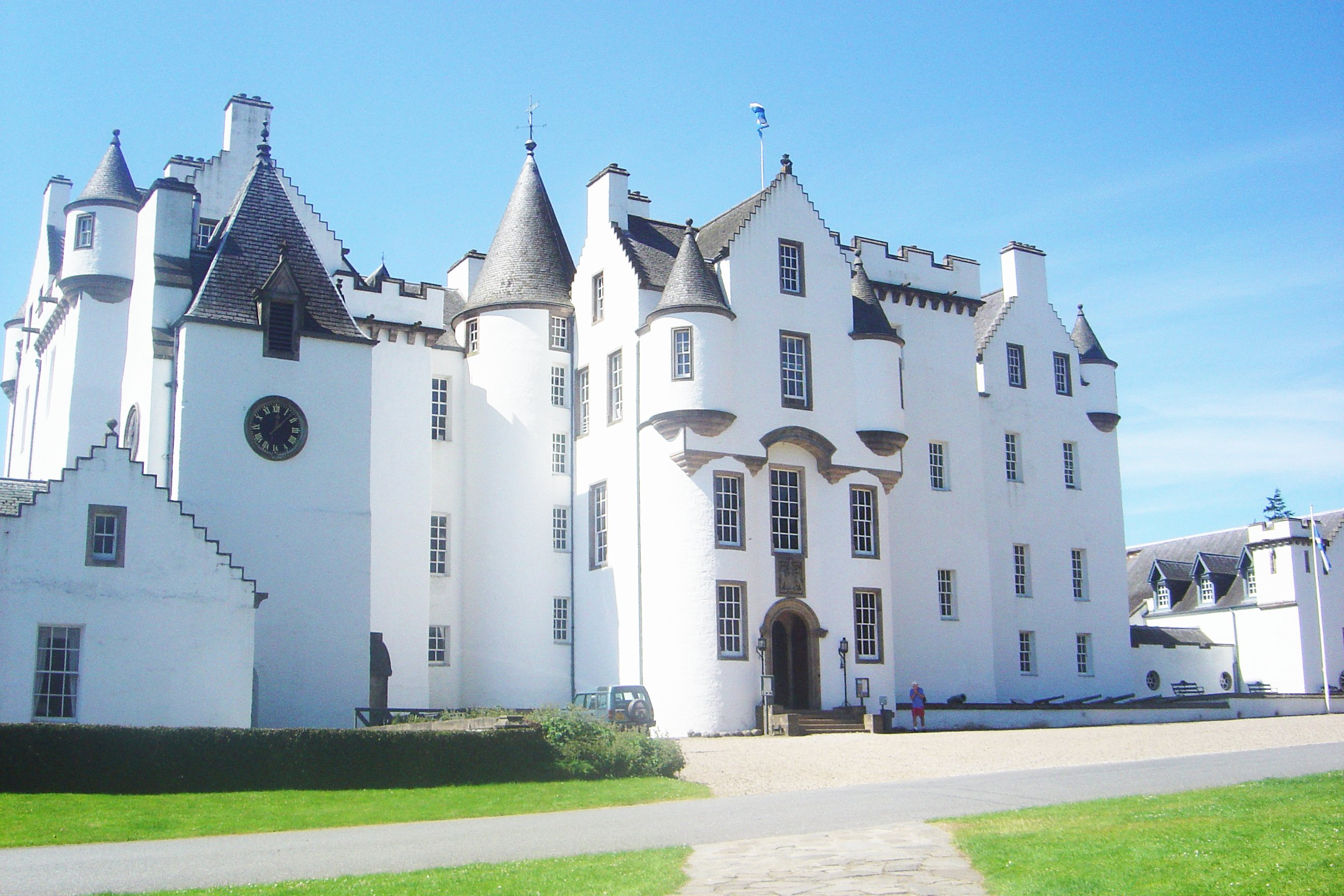
Blair Castle

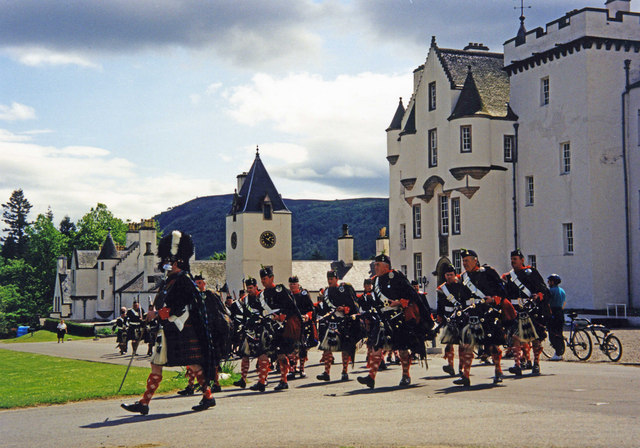
Die Atholl Highlanders vor Blair Castle (1998)

Historischer Familiensitz der Dukes war bis 1996 Blair Castle in Blair Atholl, Schottland. Im zweiten Jakobitenaufstand wurde Blair Castle von dem jakobitisch eingestellten Lord George Murray, dem Bruder des 2. Dukes of Atholl, belagert und angegriffen. Diese von einem Familienmitglied der Murrays selbst unternommene Belagerung gilt als die letzte Belagerung einer britischen Burg.
Der 2. sowie der 4. bis 9. Duke ererbten den Titel Baron Strange, der 1628 in der Peerage of England geschaffen worden war.
Dem 4. Duke wurden am 18. August 1786 in der Peerage of Great Britain die Titel Earl Strange und Baron Murray, of Stanley in the County of Gloucester, verliehen. Der 6. Duke erbte 1837 von seinem Vater James Murray, 1. Baron Glenlyon, den Titel Baron Glenlyon, der diesem in der Peerage of the United Kingdom geschaffen worden war. Der 7. Duke erbte 1865 den 1722 aufgrund von Verfahrensfehlern geschaffenen Titel Baron Percy.
Beim Tod des 9. Duke 1957 erloschen das Earldom Strange und die Baronien Murray und Glenlyon, die Baronien Strange fiel in Abeyance und die Baronie Percy an den 10. Duke of Northumberland. Das Dukedom Atholl und die übrigen Titel erbte Iain Murray als 10. Duke. Nach seinem Tod 1996 erbte sein entfernter Cousin John Murray, 11. Duke of Atholl (1929–2012) dessen Titel und den damals damit verbundenen Sitz im House of Lords. Dort saß er als Parteiloser. Seinen Sitz verlor er durch den House of Lords Act 1999. Im Register of Hereditary Peers, die für eine Nachwahl zur Verfügung stehen, war er nicht verzeichnet. Blair Castle hatte der 10. Duke indes einer Stiftung vermacht, da John Murray keine Absicht zeigte, mit der Übernahme der Dukewürde von seinem Geburtsland Südafrika nach Schottland umzuziehen. Seit seinem Tod 2012 ist sein Sohn Bruce Murray (* 1960) der 12. Duke of Atholl; auch er lebt in Südafrika.
Der älteste Sohn des Dukes führt als Titelerbe (Heir apparent) den Höflichkeitstitel Marquess of Tullibardine.

## Liste der Titelinhaber

### Marquesses of Atholl (1676)
- John Murray, 1. Marquess of Atholl (1631–1703)
- John Murray, 2. Marquess of Atholl (1660–1724) (1703 zum Duke of Atholl erhoben)

### Dukes of Atholl (1703)
- John Murray, 1. Duke of Atholl (1660–1724)
- James Murray, 2. Duke of Atholl (1690–1764)
- John Murray, 3. Duke of Atholl (1729–1774)
- John Murray, 4. Duke of Atholl (1755–1830)
- John Murray, 5. Duke of Atholl (1778–1846)
- George Murray, 6. Duke of Atholl (1814–1864)
- John Stewart-Murray, 7. Duke of Atholl (1840–1917)
- John Stewart-Murray, 8. Duke of Atholl (1871–1942)
- James Stewart-Murray, 9. Duke of Atholl (1879–1957)
- George Murray, 10. Duke of Atholl (1931–1996)
- John Murray, 11. Duke of Atholl (1929–2012)
- Bruce Murray, 12. Duke of Atholl (* 1960)

Heir apparent ist der älteste Sohn des aktuellen Titelinhabers Michael Bruce John Murray, Marquess of Tullibardine (* 1985).